# Колошин, Сергей Павлович
Сергей Павлович Колошин (1825—1868) — русский писатель, публицист-славянофил, фельетонист, редактор журнала «Зритель общественной жизни, литературы и спорта». Дальний родственник Л. Н. Толстого.

## Биография

Герб Колошиных

Сергей Колошин родился 10 января 1825 года в городе Москве в семье титулярного советника Московского губернского правления Павла Ивановича Колошина (1799—1854), близкого к декабристам, члена Союза благоденствия и Московской управы Северного общества .
Обучался в Царскосельском лицее, где дружил с Л. А. Меем; затем поступил на военную службу, был гренадером, потом недолго служил в гусарах. В 1853—1857 годах служил в Иркутске, затем вышел в отставку. В 1857 году вернулся в Москву и всецело отдался литературе.
Сергей Павлович Колошин умер 27 ноября 1868 года во Флоренции.

## Литературное творчество
С 1849 года печатался в журналах «Москвитянин», писал юмористические фельетоны в «Отечественных записках» («Заметки праздношатающегося»), из которых особенно обратили на себя внимание очерки «Половой» и «Раек», полные наблюдательности и юмора.
В 1859 г. стал печатать в «Развлечении». Писал под псевдонимом «Не я» язвительные, полные сарказма фельетоны, часто затрагивавшие частную жизнь, которые сразу подняли успех журнала. Помещал фельетоны, статьи и очерки в «Пантеоне», «Северной пчеле», сборнике «Утро».
Ему протежировали М. П. Погодин и И. С. Аксаков. Играл заметную роль в журнале московских славянофилов «Москвитянин», но в 1851 году покинул его из-за возникших разногласий с редактором М. П. Погодиным.
С 16 декабря 1861 по 1863 год в Москве С. П. Колошин издавал еженедельный иллюстрированный журнал «Зритель общественной жизни, литературы и спорта». Хотя по своей политической программе и симпатиям «Зритель» примыкал к аксаковской еженедельной газете «День», сам Аксаков был весьма невысокого мнения об этом журнале:

Это был консервативный орган, открыто поддерживавший репрессивную политику правительства по отношению к революционно-демократической прессе и польским повстанцам.— И. С. Аксаков
Среди сотрудников журнала был Г. И. Успенский, произведения которого впервые появились в 1862 году на страницах журнала (рассказы и очерки «Идиллия. Отцы и дети», «Под праздник и в праздник», «Народное гулянье во Всесвятском», «Гость», «На бегу», «Летний Сергий у Троицы»).
Издание журнала «Зритель общественной жизни, литературы и спорта» прекратилось через полтора года за недостатком средств. В результате финансовых проблем С. П. Колошин разорился. Из-за пошатнувшегося здоровья вынужден был уехать в Италию, где жил в бедности, работал переводчиком в Миланском суде, служил в конторе, корреспондировал из Италии в петербургские газеты «Голос» и «Русский Инвалид».

## Избранные произведения
- Светские язвы (1858)
- Вьетан на Малой Дмитровке 13 марта (1860)
- Наша деревня изо дня в день. Дневник фельетониста. Развлечения (1860)
- Европа и европейцы. Зигзаги и арабески русского туриста (1866)
- статьи Рим, папа и Антонелли (1864), Иезуиты и их уложение.

## Семья
- Брат Валентин Колошин был убит под Севастополем в 1855 году.
- Сестра Софья (1828—1911) была подругой детства Л. Н. Толстого.